# Trivia Whiz
Trivia Whiz è un videogioco di quiz basato su domande di cultura generale per MS-DOS. Pubblicato da Apogee Software e sviluppato dalla Micro F/X di George Broussard, è diviso in 5 capitoli (con 100 domande ciascuno), il primo inizialmente distribuito come shareware. Nel dicembre 2005 Apogee ha pubblicato il gioco come freeware.